# Číčová
Číčová (německy Tschitschowa) je vesnice, část obce Čermná nad Orlicí v okrese Rychnov nad Kněžnou. Nachází se asi 1 km na východ od Čermné nad Orlicí. Prochází zde silnice II/317. V roce 2009 zde bylo evidováno 61 adres. V roce 2001 zde trvale žilo 80 obyvatel.
Číčová je také název katastrálního území o rozloze 1,31 km2.

## Galerie

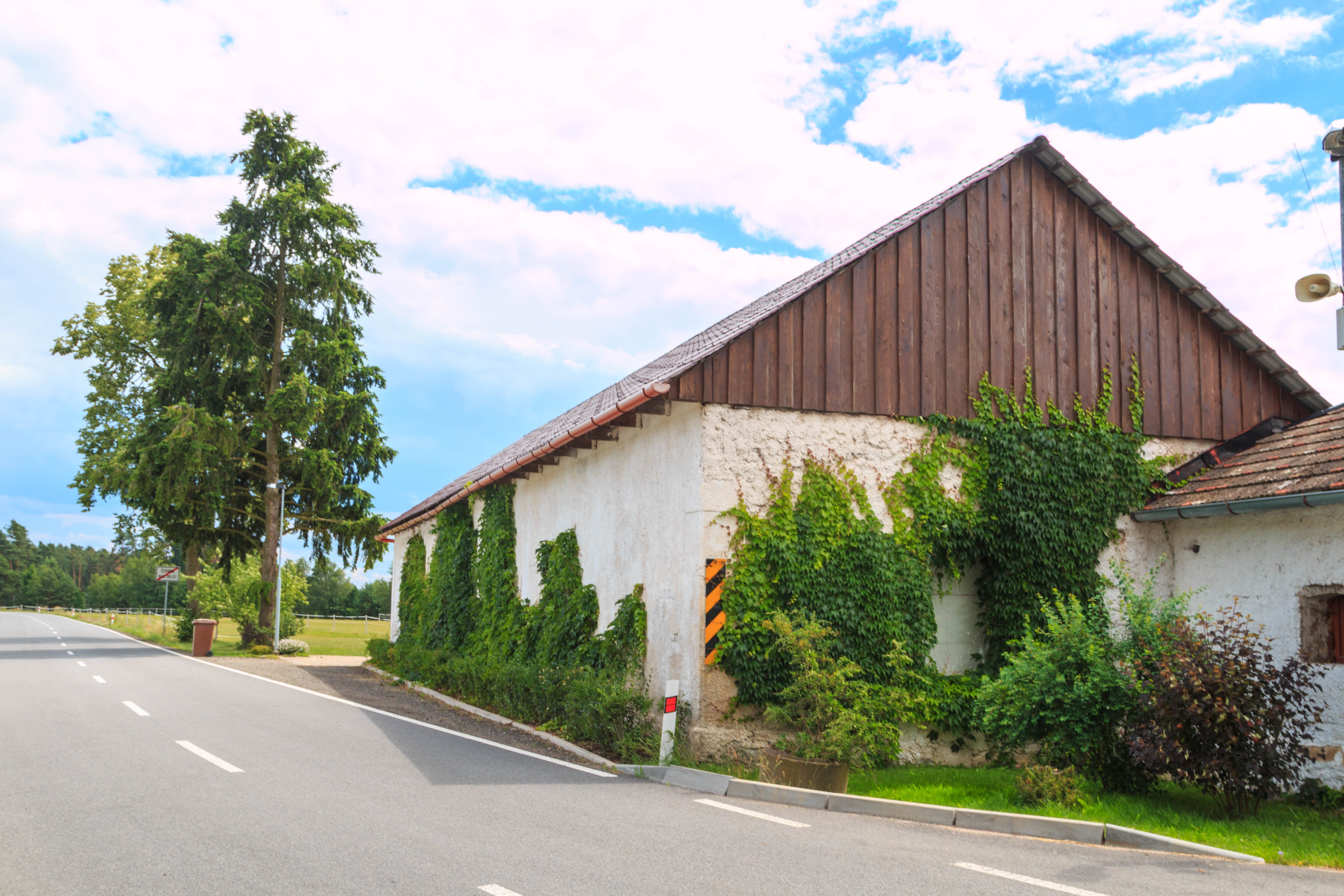
Číčová č. 1
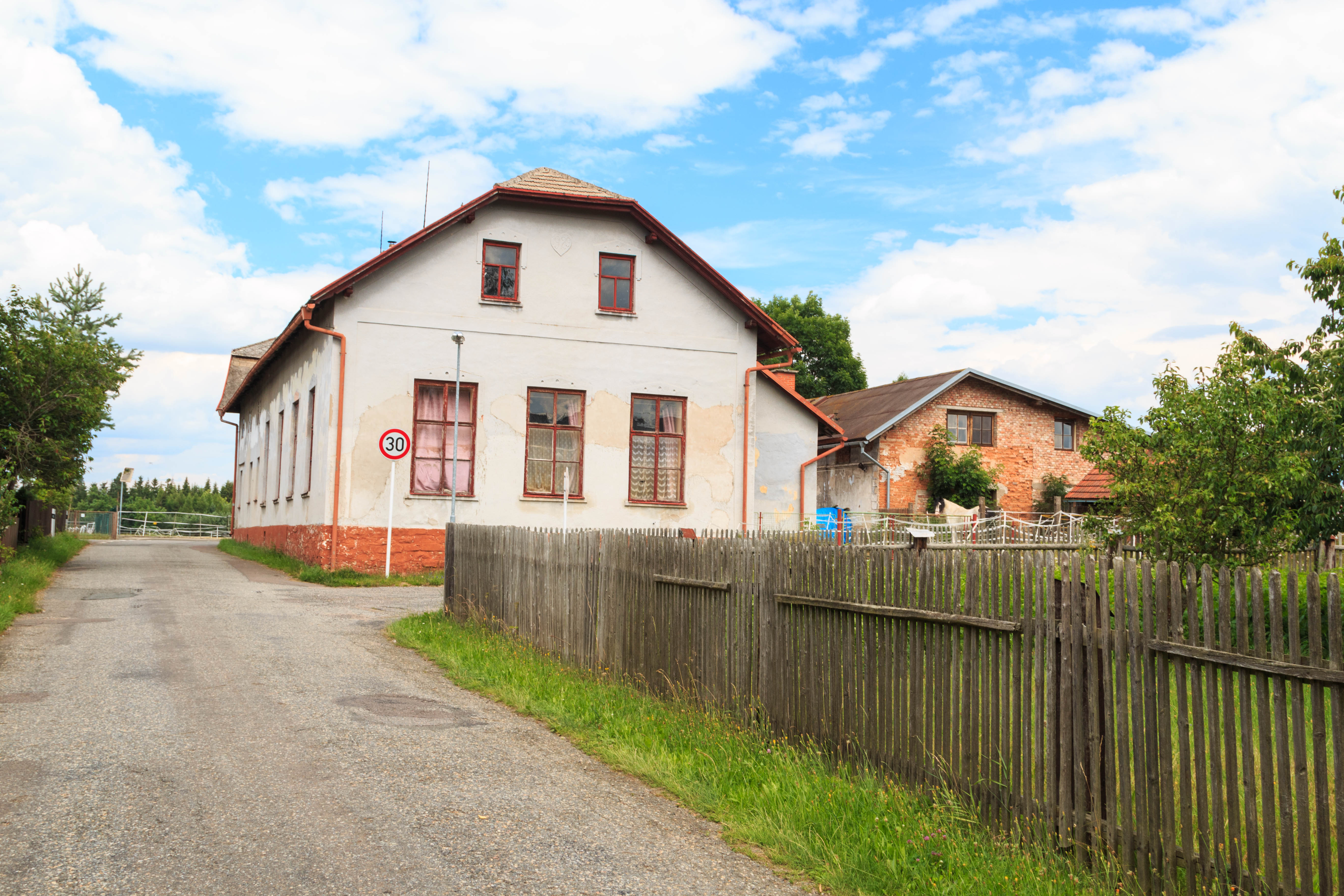
Číčová č. 46
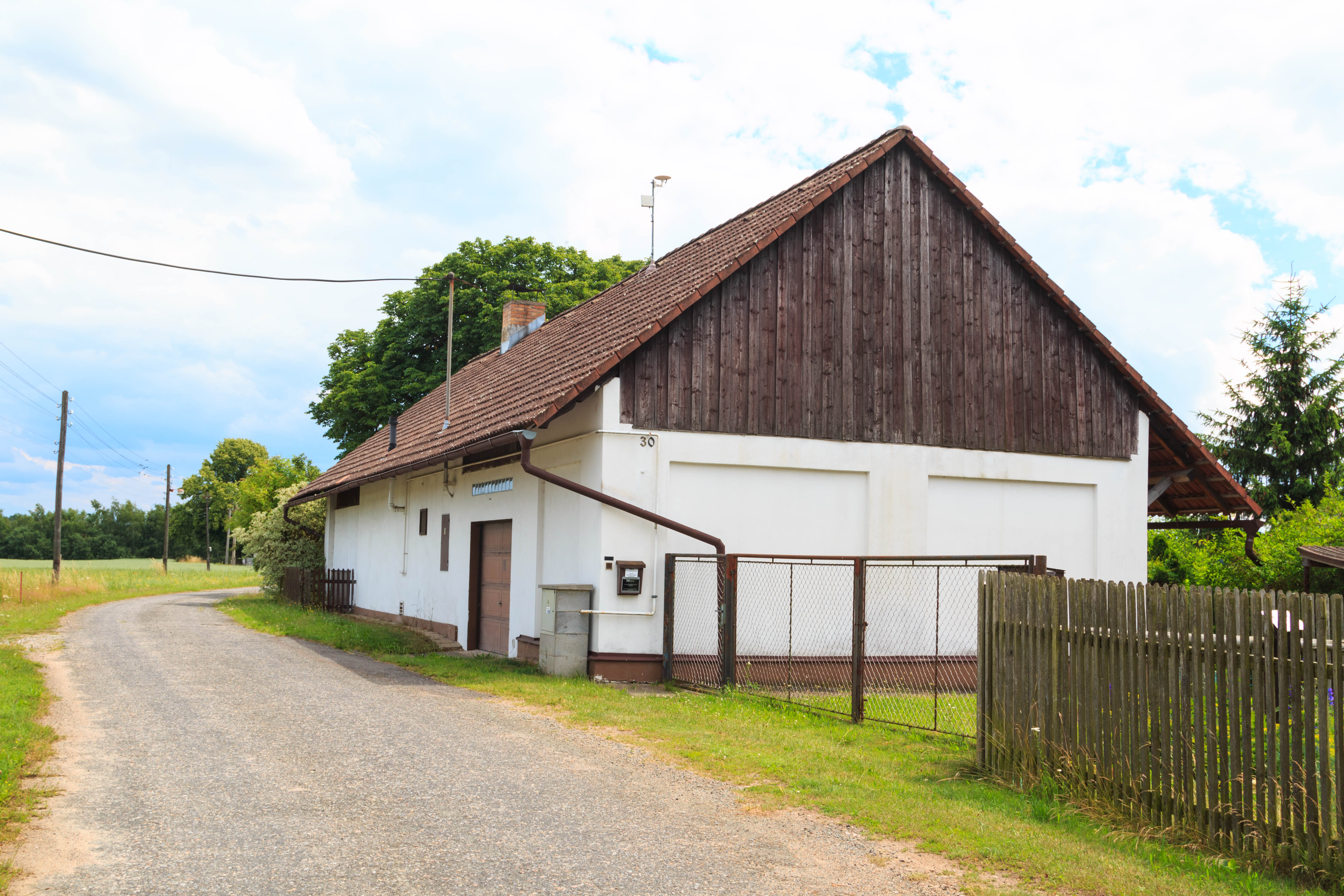
Číčová čp. 30
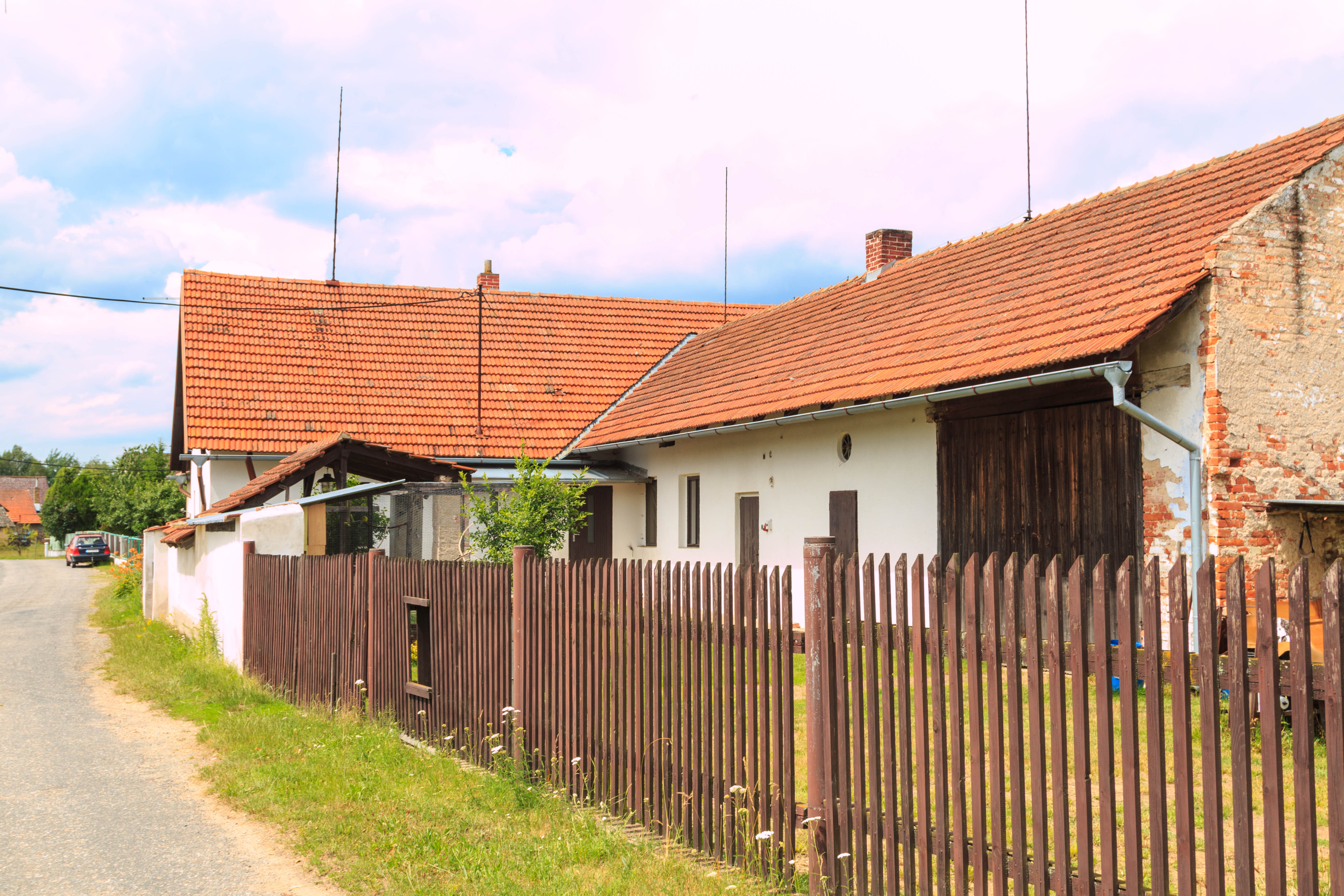
Číčová čp. 35